# Argos (Sohn des Phrixos)
Argos (altgriechisch Ἄργος Árgos) war in der Griechischen Mythologie einer der Helden der Argonautensage. Er war Sohn des Phrixos und der Chalkiope und half den Argonauten, das Goldene Vlies zu erlangen.

## Überlieferung

### Im älteren Epos und bei den Logographen
Argos’ Eltern waren Phrixos, der mit dem goldenen Widder aus Thessalien nach Kolchis floh, und Chalkiope, die Tochter des kolchischen Königs Aietes. In verlorenen Schriften der epischen Dichter Hesiod und Akusilaos wird seine Mutter auch Iophossa (Ἰοφῶσσα Iophṓssa) genannt. Seine Brüder waren Melas, Phrontis und Kytisoros.
Beim Logographen Pherekydes von Athen (6. Jahrhundert v. Chr.) ist Argos, Sohn des Phrixos, der Erbauer der Argo und damit von Anfang an Teilnehmer der Argonautenfahrt. Diese Version findet sich auch in der Bibliotheke des Apollodor (1. Jahrhundert n. Chr.), wo Argos, der Sohn des Phrixos, als Erbauer der Argo und Teilnehmer am Argonautenzug genannt wird.

### Bei Apollonios von Rhodos
Der hellenistische Epiker Apollonios von Rhodos (3. Jahrhundert v. Chr.) unterscheidet in seinen Argonautika zwei Personen namens Argos: Einerseits Argos, den Erbauer der Argo und Sohn des Arestor, andererseits Argos, den Sohn des Phrixos, der erst später mit seinen Brüdern zu den Argonauten stößt. Als Ältester tritt er bei Apollonios von Rhodos als Wortführer auf, während seine jüngeren Brüder nur als stumme Begleiter erscheinen.
Die Phrixossöhne erhalten von ihrem sterbenden Vater den Auftrag, zur Stadt des Orchomenos zu segeln und dort das Erbe ihres Großvaters Athamas in Thessalien anzutreten. Obwohl ihnen ihre Mutter Chalkiope und ihr Großvater von dem Vorhaben abraten, segeln sie mit einem kolchischen Schiff über das Schwarze Meer. Als sie sich der Insel Aretias nähern, lässt Zeus einen Seesturm aufkommen, der bei Nacht so stark wird, dass das Schiff untergeht und die Phrixossöhne an der Insel Aretias stranden. Am Morgen nach dem Sturm landen die Argonauten auf Aretias und Argos bittet ihren Anführer Jason um Hilfe, die ihm gewährt wird. Bei der gegenseitigen Vorstellung der Helden stellen sie fest, dass sie verwandt sind: Argos’ Großvater Athamas und Jasons Großvater Kretheus waren Brüder. Jason kleidet die Phrixossöhne neu ein, führt ein Opfer für Ares durch (dem die Insel und ihre Vögel geweiht waren) und bietet den Phrixossöhnen beim Opfermahl an, sie auf seinem hochseetauglichen Schiff mitzunehmen. Als er ihnen von seinem Vorhaben erzählt, vom König Aietes das Goldene Vlies zu erringen, rät ihnen Argos entsetzt ab: Aietes sei ein grausamer König von gottähnlicher Macht, sein Volk sei unermesslich groß, das Vlies werde von einer unsterblichen, schlaflosen Schlange bewacht. Jason lässt sich jedoch durch diese Warnung nicht von seinem Vorhaben abbringen.
Nach ihrer Rettung schließen sich die Phrixossöhne den Argonauten an. Argos nimmt im weiteren Verlauf des Epos eine wichtige Rolle ein als Ratgeber, ortskundiger Führer in Kolchis und Vermittler vor Aietes. Als die Argonauten in Kolchis landen, ankern sie auf Rat des Argos in einer Bucht nahe der Mündung des Phasis. Am nächsten Morgen bricht Jason mit den Gefährten Augeias und Telamon und mit den Phrixossöhnen zum Palast des Aietes auf, um ihn zu bitten, das Goldene Vlies freiwillig auszuhändigen. Im Palast angelangt, begegnen sie zuerst Chalkiope, die ihre Söhne herzlich begrüßt. Anschließend versammeln sich die Bewohner des Palastes und richten ein Festmahl für die Gäste aus, bei dem Aietes zuerst seine Enkel, die Phrixossöhne, befragt, mit welchem Anliegen sie von ihrer Reise nach Griechenland zurückgekehrt sind. Argos antwortet ihm im Namen seiner Brüder und erzählt vom Schiffbruch, von ihrer Rettung durch Jason und die Argonauten und schließlich von deren Vorhaben, im Auftrag „irgendeines Königs“ das Goldene Vlies zu erwerben. Dabei lässt er subtil Jasons Stärke durchblicken, bezeugt dessen lautere Gesinnung und verweist auf den Zorn des Zeus, der durch die Rückführung des Goldenen Vlieses und der darin enthaltenen Überreste des Phrixos nach Griechenland besänftigt werden soll. Außerdem rühmt er das Schiff der Argonauten, das von Athene gebaut wurde und viel widerstandsfähiger ist als kolchische Schiffe. Er betont, dass die Argonauten das Goldene Vlies nicht mit Gewalt erobern wollen, dass sie hoffen, dass Aietes es ihnen freiwillig übergibt. Erst nach diesen Ausführungen nennt er Namen und Abstammung der Helden, wobei er die Verwandtschaft zu Aietes hervorhebt: Jason und Argos haben gemeinsame Vorfahren, Augeias ist wie Aietes ein Sohn des Helios und Telamon über seinen Vater Aiakos ein Enkel des Zeus.
Aietes gerät bei dieser Rede in Zorn, am meisten gegen die Phrixossöhne, von denen er glaubt, dass sie für Jasons Ankunft verantwortlich sind. Er lässt eine wütende, paranoide Rede gegen die Phrixossöhne und die Fremden los, auf die Jason beschwichtigend reagiert, indem er Aietes als Gegenleistung militärische Hilfe anbietet. Aietes verlangt von Jason stattdessen, dass er eine Aufgabe erfüllt: Jason soll mit zwei wilden Stieren das Ares-Feld vor der Stadt pflügen, in die Furche Drachenzähne einsäen und die Krieger, die daraus erwachsen, im Kampf besiegen. Jason hält diese Aufgabe zwar für unmöglich, aber er sagt schweren Herzens zu und kehrt mit Augeias, Telamon und Argos zum Schiff zurück. Seinen jüngeren Brüdern befiehlt Argos, im Palast des Aietes zu bleiben. Sie begeben sich in das Haus ihrer Mutter.
Da Jason die Aufgabe unmöglich erscheint, schlägt ihm Argos vor, die Zauberin Medea um Hilfe zu bitten, die Schwester seiner Mutter. Auch wenn er glaubt, dass seine Mutter ihm kaum gegen ihren eigenen Vater beistehen wird, will er es versuchen. Den Argonauten unterbreitet er bei ihrer Beratung denselben Vorschlag. Nach einem günstigen Vogelzeichen rät der Seher Mopsos, diesem Vorschlag zu folgen. Auf den gemeinsamen Beschluss hin begibt sich Argos ins Haus seiner Mutter und bittet sie, Medea um Hilfe anzugehen.
Argos begleitet Jason (zusammen mit Mopsos) zu einem geheimen Treffen mit Medea am Hekate-Tempel. Im weiteren Verlauf des Epos hilft Medea den Argonauten, das Goldene Vlies zu gewinnen, indem sie Jason unverwundbar macht, so dass er die Aufgabe des Aietes bewältigt; später verzaubert sie die schlaflose Schlange, die das Vlies bewacht. Zusammen mit den Phrixossöhnen schließt sie sich den Argonauten an und segelt mit ihnen nach Griechenland. Auf dem Rückweg erinnert Argos die Argonauten an die alternative Fahrtroute, die der Seher Phineus ihnen bereits genannt hatte: Über den Istros (Unterlauf der Donau) zum Tyrrhenischen Meer.

### Bei späteren Autoren
In den Argonautica des flavischen Epikers Valerius Flaccus (1. Jahrhundert n. Chr.) haben Argos und seine Brüder eine andere Rolle als bei Apollonios von Rhodos. Valerius Flaccus verschiebt Jasons Begegnung mit den Phrixossöhnen auf die Ankunft der Argonauten im Palast des Aietes. In dieser Version unterstützen die Argonauten Aietes im Kampf gegen die Skythen. Wie alle griechischen Helden zeichnen sich auch die Phrixossöhne im Kampf aus. Argos stößt als Fußkämpfer zwei skythische Reiter (Zacorus und Phalces) vom Pferd und tötet einen dritten (Amastris) im Zweikampf.
In den Metamorphosen des Antoninus Liberalis (2. Jahrhundert) heiratet Argos in Griechenland Perimele und wird mit ihr Vater des Magnes, nach dem die Halbinsel Magnesia in Thessalien benannt ist.